# Rallye Nový Zéland 2000
Rallye Nový Zéland 2000 byla osmou soutěží Mistrovství světa v rallye 2000. Vítězem se stal Marcus Grönholm na voze Peugeot 206 WRC. 

## Průběh soutěže
Slavnostní start proběhl v Aucklandu. Následující první etapa měla 8 rychlostních zkoušek. Tři z nich vyhrál Francois Delecour s Peugeotem. Grönholm při skoku poškodil podvozek a pohyboval se na průběžné třetí pozici. Mezi Peugeoty se držel Petter Solberg s vozem Ford Focus RS WRC. Zbylí jezdci týmu Ford M-Sport měli technické problémy. Colin McRae měl prasklý držák turbodmychadla a Carlos Sainz měl problémy s nastavením podvozku. Na osmém místě byl Richard Burns s vozem Subaru Impreza WRC, který startoval jako první a čistil tak trať. Technické problémy provázely i tým Mitsubishi Ralliart. Tommi Mäkinen měl problémy s diferenciálem a Freddy Loix s brzdami. Oba vozy Hyundai Accent WRC měly problémy s turbodmychadly. Vůz Alistera Mcrae se ale podařilo opravit a on začal zajíždět dobré časy. Toni Gardemeister s vozem Seat Cordoba WRC měl nejprve defekt a poté havaroval a odstoupil. Jeho týmový kolega Didier Auriol měl problémy s turbodmychadlem. 
V druhé etapě měl Delecour problémy s převodovkou a následně odstoupil ze soutěže. Do vedení se posunul Grönholm, ale třetí Burns vyhrál 4 úseky a přibližoval se vedoucí pozici. Když začalo pršet, udělal Burns jezdeckou chybu a na druhé místo se posunul Colin McRae. Tým Ford úmyslně zpozdil Solberga v příjezdu do časové kontroly, aby Grönholm startoval jako první, ale tento taktický manévr nevyšel. Grönholm naopak vyhrál několik testů a upevnil svůj náskok před Burnsem. Solberg a Sainz měly stále technické potíže. Auriol havaroval a tým Seat Sport tak ze soutěže odstoupil. Technické potíže trápily i Mäkinena a Loixe tým ze soutěže stáhl. První desítku uzavírali jezdci Hyundaie v pořadí Kenneth Eriksson a Alister McRae. 
První test třetí etapy vyhrál Alister McRae. Hned v dalším ale musel ze soutěže odstoupit. Jeho bratr udělal jezdeckou chybu a začal mít problémy s řazením. Ve stejné zkoušce pak odstoupili pro únik oleje z posilovače oba vozy Subaru. V prvním testu odstoupil i Mäkinen. Grönholm první pozici udržel před trojicí vozu Ford v pořadí McRae, Sainz a Solberg. Na pátém místě skončil Eriksson a získal pro Hyundai World Rally Team nejlepší výsledek dosavadní historie.

## Výsledky
1. Marcus Grönholm, Timo Rautiainen - Peugeot 206 WRC
2. Colin McRae, Nicky Grist - Ford Focus RS WRC
3. Carlos Sainz, Luis Moya - Ford Focus RS WRC
4. Petter Solberg, Phil Mills - Ford Focus RS WRC
5. Kenneth Eriksson, Staffan Parmander - Hyundai Accent WRC
6. Peter Bourne, Graig Vincent - Subaru Impreza WRC
7. Manfred Stohl, Peter Müller - Mitsubishi Lancer EVO VI
8. Geoff Argyle, Paul Fallon - Mitsubishi Lancer EVO VI
9. Gustavo Trelles, Jorge Del Buono - Mitsubishi Lancer EVO VI
10. Reece Jones, Leo Bult - Mitsubishi Lancer EVO VI